# Ryuki Kozawa
Ryuki Kozawa (født 6. februar 1988) er en japansk fodboldspiller.
Han har spillet for flere forskellige klubber i sin karriere, herunder FC Tokyo og Gainare Tottori.